# 比尔·罗伯茨
比尔·罗伯茨（英語：Bill Roberts，1912年4月5日—2001年12月5日），英国男子田径运动员。他曾代表英国参加1936年和1948年夏季奥林匹克运动会田径比赛，其中1936年奥运会获得一枚金牌。